# Аристон Пелльский
Аристон Пелльский (др.-греч. Ἀρίστων ὁ Πελλαῖος, лат. Aristo Pellaeus) — христианский апологет и историк II века. Вероятный автор «Диспута Иасона с Паписком».

## Биография
О жизни Аристона Пелльского нам почти ничего не известно. Это был иудео-христианин первой половины II века, живший либо в Пелле, находящейся к северо-западу от Иордана, либо в Апамее Сирийской. Армянский средневековый историк Мовсес Хоренаци указывает, что Аристон был писцом епископа Марка Иерусалимского (ум. в 156 г. н. э.), либо писцом Арташеса I.

## Сочинения
Евсевий Кесарийский в своей «Церковной истории» указывает, что Аристон Пелльский описывал события разрушения Иерусалима во время восстания Бар-Кохбы. Таким образом до нас дошел фрагмент исторического труда Аристона, на который опирался Евсевий в качестве источника.

На восемнадцатом году правления Адриана война была в разгаре; осада Бетферы (это был очень укрепленный городок недалеко от Иерусалима) затянулась; мятежники гибли от голода и жажды и дошли до последней крайности. Виноватый в этом безумец понес достойное наказание; а по законодательному решению и распоряжению Адриана, всему народу запрещено было с того времени ногой ступать на землю в окрестностях Иерусалима; не разрешалось даже издали взглянуть на родные места. Это пишет Аристон из Пеллы.— Церк. история IV, 6.
«Схолии» к творениям Дионисия Ареопагита, приписываемые Максиму Исповеднику, называют Аристона Пелльского автором апологетического сочинения «Диспут Иасона с Паписком», дошедшего до нас лишь в нескольких фрагментах.

Прочел я об этих «семи небесах» и в приписываемой Аристону Пелльскому «Беседе Паписка и Иасона», о которой Климент Александрийский в шестой книге «Ипотипос» говорит, что её написал Лука.— Схолий 21 на Таинственное Богословие псевдо-Ареопагита, глава 1.